# تيو بروير (مترجم)
ثيو بروير (بالألمانية: Theo Breuer)‏ هو كاتب ومؤلف ومترجم وشاعر ألماني، ولد في 30 مارس 1956 في Bürvenich ‏ في ألمانيا.